# Queen's Club Championships 2022
I Queen's Club Championships 2022, denominati Cinch Championships 2022 per motivi di sponsorizzazione, sono stati un torneo di tennis giocato sull'erba. È stata la 128ª edizione dei Queen's Club Championships, parte della categoria ATP Tour 500 nell'ambito dell'ATP Tour 2022. La competizione si è disputata al Queen's Club di Londra, nel Regno Unito, dal 13 al 19 giugno 2022.

## Partecipanti

### Teste di serie
| Nazionalità | Giocatore         | Ranking* | Testa di serie |
| ----------- | ----------------- | -------- | -------------- |
| Norvegia    | Casper Ruud       | 6        | 1              |
| Italia      | Matteo Berrettini | 10       | 2              |
| Regno Unito | Cameron Norrie    | 11       | 3              |
| Stati Uniti | Taylor Fritz      | 14       | 4              |
| Argentina   | Diego Schwartzman | 15       | 5              |
| Canada      | Denis Shapovalov  | 16       | 6              |
| Croazia     | Marin Čilić       | 17       | 7              |
| Stati Uniti | Reilly Opelka     | 18       | 8              |

* Ranking al 6 giugno 2022.

### Altri partecipanti
I seguenti giocatori hanno ricevuto una wild card per il tabellone principale:
- Liam Broady
- Jack Draper
- Ryan Peniston

Il seguente giocatore è entrato in tabellone usando il ranking protetto:
- Stan Wawrinka

I seguenti giocatori sono entrati nel tabellone principale passando dalle qualificazioni:

- Emil Ruusuvuori
- Sam Querrey
- Paul Jubb
- Quentin Halys

Il seguente giocatore è entrato in tabellone come lucky loser:
- Denis Kudla

### Ritiri
Prima del torneo
- Carlos Alcaraz → sostituito da  Filip Krajinović
- Gaël Monfils → sostituito da  Francisco Cerúndolo
- Andy Murray → sostituito da  Denis Kudla

## Partecipanti doppio

### Teste di serie
| Nazionalità | Giocatore            | Nazionalità | Giocatore     | Ranking* | Testa di serie |
| ----------- | -------------------- | ----------- | ------------- | -------- | -------------- |
| Stati Uniti | Rajeev Ram           | Regno Unito | Joe Salisbury | 3        | 1              |
| Croazia     | Nikola Mektić        | Croazia     | Mate Pavić    | 8        | 2              |
| Paesi Bassi | Wesley Koolhof       | Regno Unito | Neal Skupski  | 19       | 3              |
| Colombia    | Juan Sebastián Cabal | Colombia    | Robert Farah  | 22       | 4              |

* Ranking al 6 giugno 2022.

### Altri partecipanti
Le seguenti coppie di giocatori hanno ricevuto una wild card per il tabellone principale:
- Lloyd Glasspool /  Harri Heliövaara
- Jonny O'Mara /  Ken Skupski

La seguente coppia di giocatori è entrata in tabellone usando il ranking protetto:
- Frances Tiafoe /  Stan Wawrinka

La seguente coppia di giocatori è entrata nel tabellone principale passando dalle qualificazioni:
- André Göransson /  Ben McLachlan

## Punti e montepremi

### Distribuzione punti
| Torneo    | V   | F   | SF  | QF | 3T | 2T   | 1T   | Q  | Q2 | Q1 |
| Singolare | 500 | 300 | 180 | 90 | 45 | 20   | 0    | 10 | 4  | 0  |
| Doppio    | 500 | 300 | 180 | 90 | 0  | N.D. | N.D. | 45 | 25 | 0  |

### Montepremi
| Torneo    | V        | F       | SF      | QF      | 2T      | 1T      | Q2     | Q1     |
| Singolare | €113,785 | €84,075 | €59,860 | €40,765 | €25,480 | €14,650 | €6,750 | €3,565 |
| Doppio*   | €40,200  | €30,240 | €21,760 | €14,340 | €9,020  | €5,000  | N.D.   | N.D.   |

*a coppia

## Campioni

### Singolare
Matteo Berrettini ha sconfitto in finale  Filip Krajinović con il punteggio di 7-5, 6-4.
- È il settimo titolo in carriera per Berrettini, il secondo in stagione.

### Doppio
Nikola Mektić /  Mate Pavić hanno sconfitto in finale  Lloyd Glasspool /  Harri Heliövaara con il punteggio di 3-6, 7–6(3), [10-6].